# Phó Chủ nhiệm Tổng cục chính trị Quân đội nhân dân Việt Nam
Phó Chủ nhiệm Tổng cục Chính trị Quân đội nhân dân Việt Nam  là một chức vụ cao cấp trong Quân đội nhân dân Việt Nam, có chức trách giúp Chủ nhiệm Tổng cục chính trị tổ chức lực lượng, chỉ huy và điều hành các hoạt động chính trị, công tác đảng, công tác chính trị, công tác tuyên huấn, cán bộ, dân vận, tổ chức trong quân đội.
Đảm nhận chức vụ Phó Chủ nhiệm Tổng cục chính trị Quân đội nhân dân Việt Nam thường là một sĩ quan cao cấp mang hàm từ Thiếu tướng đến Thượng tướng. Căn cứ theo điều 25 được sửa đổi, bổ sung của Luật Sửa đổi, Bổ sung một số Điều của Luật Sĩ quan Quân đội nhân dân Việt Nam, số 19/2008/QH12 ngày 03-06-2008 thì chức vụ Phó Chủ nhiệm Tổng cục chính trị Quân đội nhân dân Việt Nam do Thủ tướng Chính phủ bổ nhiệm. Theo Luật Sửa đổi, bổ sung một số điều của Luật Sĩ quan Quân đội nhân dân số 72/2014/QH13 của Quốc hội thông qua ngày 27/11/2014 thì Phó Chủ nhiệm Tổng cục chính trị có quân hàm Thượng tướng không được quá 03 người. Hiện nay, người đảm nhiệm chức vụ Phó Chủ nhiệm Tổng cục Chính trị thường từng giữ chức vụ Chính ủy quân khu, quân đoàn, quân chủng, binh chủng, tổng cục.

## Danh sách chi tiết
Nhánh phục vụ:
      Lục quân       Hải quân       Phòng không - Không quân       Bộ đội Biên phòng       Cảnh sát biển
| HỌ VÀ TÊN (năm sinh - mất)   | N         | ĐẢM NHIỆM TỪ                              | CHỦ NHIỆM                                          | CẤP BẬC CAO NHẤT | CHỨC VỤ CAO NHẤT |
| ---------------------------- | --------- | ----------------------------------------- | -------------------------------------------------- | ---------------- | --- |
| Lê Liêm (1922–1985)          |           | 1950–?                                    | Nguyễn Chí Thanh                                   |                  | |
| Trần Lương (1912–2009)       |           | 1952–?                                    | Nguyễn Chí Thanh                                   |                  | Ủy viên Trung ương Đảng |
| Song Hào (1917–2004)         |           | 1955–1961                                 | Nguyễn Chí Thanh                                   |                  | Bí thư Trung ương Đảng Chủ nhiệm Tổng cục Chính trị                                                                                  |
| Lê Quang Đạo (1921–1999)     |           | 1955–1976                                 | Nguyễn Chí Thanh Song Hào                          |                  | Bí thư Trung ương Đảng Chủ tịch Quốc hội                                                                                             |
| Phạm Ngọc Mậu (1919–1993)    |           | 1961–1989                                 | Nguyễn Chí Thanh Song Hào Chu Huy Mân Nguyễn Quyết |                  | |
| Lê Hiến Mai (1920–2019)      |           | 1967–1971                                 | Song Hào                                           |                  | Ủy viên Trung ương Đảng Bộ trưởng Bộ Thương binh và Xã hội                                                                           |
| Lê Quang Hòa (1914–1993)     |           | 1973–1976                                 | Song Hào                                           |                  | Ủy viên Trung ương Đảng Thứ trưởng Bộ Quốc phòng                                                                                     |
| Trần Độ (1923–2002)          |           | 1974–1976                                 | Song Hào                                           |                  | Ủy viên Trung ương Đảng Phó Chủ tịch Quốc hội                                                                                        |
| Đặng Vũ Hiệp (1928–2008)     |           | 1977–1998                                 | Chu Huy Mân                                        |                  | Ủy viên Trung ương Đảng Thứ trưởng Bộ Quốc phòng                                                                                     |
| Trần Văn Phác (19262012)     |           | 1977–1982                                 | Chu Huy Mân                                        |                  | Ủy viên Trung ương Đảng Bộ trưởng Bộ Văn hóa                                                                                         |
| Lê Hai (1927–2018)           |           | 1977–1981                                 | Chu Huy Mân                                        |                  | |
| Lê Hai (1927–2018)           | 1988–1999 | Nguyễn Quyết Lê Khả Phiêu Phạm Thanh Ngân |                                                    |                  | |
| Nguyễn Nam Khánh (1927–2013) |           | 1979 - 1996                               | Chu Huy Mân Nguyễn Quyết Lê Khả Phiêu              |                  | Ủy viên Trung ương Đảng |
| Phạm Hồng Cư (1926 –2021)    |           | 1986–1995                                 | Chu Huy Mân Nguyễn Quyết Lê Khả Phiêu              |                  | |
| Nguyễn Quyết (1922–)         |           | 1986–1987                                 | Chu Huy Mân                                        |                  | Bí thư Trung ương Đảng Phó Chủ tịch Hội đồng Nhà nước                                                                                |
| Lê Khả Phiêu (1931–2020)     |           | 1988–1991                                 | Nguyễn Quyết                                       |                  | Tổng Bí thư Ban Chấp hành Trung ương Đảng                                                                                            |
| Phạm Thanh Ngân (1939–)      |           | 1996–1997                                 | Lê Khả Phiêu                                       | [ 5 ]            | Ủy viên Bộ Chính trị Chủ nhiệm Tổng cục Chính trị                                                                                    |
| Phạm Văn Long (1946–)        |           | 1997–2008                                 | Lê Khả Phiêu Phạm Thanh Ngân Lê Văn Dũng           |                  | Ủy viên Trung ương Đảng |
| Lê Văn Dũng (1945–)          |           | 1998                                      | Phạm Thanh Ngân                                    |                  | Bí thư Trung ương Đảng Chủ nhiệm Tổng cục Chính trị                                                                                  |
| Phạm Hồng Thanh (1946–)      |           | 1998–2008                                 | Phạm Thanh Ngân Lê Văn Dũng                        |                  | Ủy viên Trung ương Đảng |
| Lê Văn Hân                   |           |                                           | Lê Văn Dũng                                        |                  | |
| Phùng Khắc Đăng (1945–)      |           | 2001–2007                                 | Lê Văn Dũng                                        |                  | |
| Đàm Đình Trại (1947–)        |           | 2005–2008                                 | Lê Văn Dũng                                        |                  | |
| Bùi Văn Huấn (1945 -)        |           | 2004–2011                                 | Lê Văn Dũng                                        |                  | Ủy viên Trung ương Đảng |
| Ngô Xuân Lịch (1954–)        |           | 2007–2011                                 | Lê Văn Dũng                                        |                  | Ủy viên Bộ Chính trị Bộ trưởng Bộ Quốc phòng                                                                                         |
| Nguyễn Tuấn Dũng (1952–)     |           | 2008–2012                                 | Lê Văn Dũng Ngô Xuân Lịch                          |                  | |
| Nguyễn Thành Cung (1953–)    |           | 2010–2011                                 | Lê Văn Dũng                                        |                  | Ủy viên Trung ương Đảng Thứ trưởng Bộ Quốc phòng                                                                                     |
| Lương Cường (1957–)          |           | 2011–2016                                 | Ngô Xuân Lịch                                      |                  | Ủy viên Bộ Chính trị (2021–nay) Chủ nhiệm Tổng cục Chính trị (2016–2024) Chủ tịch nước Cộng hòa Xã hội Chủ nghĩa Việt Nam (2024-nay) |
| Đào Duy Minh (1954–2020)     |           | 2011–2015                                 | Ngô Xuân Lịch                                      |                  | |
| Nguyễn Trọng Nghĩa (1962–)   |           | 2012–2021                                 | Ngô Xuân Lịch Lương Cường                          |                  | Ủy viên Bộ Chính trị (2024–nay) Bí thư Trung ương Đảng (2021–nay) Trưởng ban Tuyên giáo Trung ương (2021–nay)                        |
| Mai Quang Phấn (1953–)       |           | 2012–2016                                 | Ngô Xuân Lịch                                      |                  | |
| Phương Minh Hòa (1955–)      |           | 2015–2016                                 | Ngô Xuân Lịch                                      | [ 11 ]           | Ủy viên Trung ương Đảng |
| Lê Hiền Vân (1960–)          |           | 2016–2020                                 | Lương Cường                                        |                  | |
| Đỗ Căn (1962–)               |           | 2016–2023                                 | Lương Cường                                        |                  | |
| Trần Quang Phương (1961–)    |           | 2019–2021                                 | Lương Cường                                        |                  | Ủy viên Trung ương Đảng (2016–nay) Phó Chủ tịch Quốc hội (2021–nay)                                                                  |
| Trịnh Văn Quyết (1966–)      |           | 2021-2024                                 | Lương Cường                                        |                  | Ủy viên Trung ương Đảng (2021–nay) Bí thư Trung ương Đảng (2024–nay)                                                                 |
| Nguyễn Văn Gấu (1967–)       |           | 2022-2024                                 | Lương Cường                                        |                  | Ủy viên Trung ương Đảng (2021–nay) Bí thư Tỉnh ủy Bắc Giang (2024-nay)                                                               |
| Lê Quang Minh (1968–)        |           | 2022–nay                                  | Lương Cường                                        |                  | |
| Trương Thiên Tô (1970-)      |           | 2024–nay                                  | Trịnh Văn Quyết                                    |                  | |
| Đỗ Xuân Tụng (1970-)         |           | 2024-nay                                  | Trịnh Văn Quyết                                    |                  | |